# 飛翔的雛鳥
《飛翔的雛鳥》（日语：翔べひよっ子）是NHK週六電視劇的系列作品之一，於1989年2月25日至3月18日期間在NHK播放，全劇共計4集，分為「誘拐」及「退學」兩部分，每部分各有前後篇。主演為若村麻由美。

## 劇情概要
本劇描寫大阪府警察局少年課的「雛鳥」新人女警濱田由利，和老手刑事父親濱田剛之間的親情，以及處理案件背後的街坊人情故事。

## 登場人物
- 濱田由利：若村麻由美 - 本部少年課的新人女警，擅長劍道。
- 濱田剛：川谷拓三（日语：川谷拓三） - 由利的父親，身經百戰的老手刑事。
- 佐藤：川野太郎（日语：川野太郎） - 於阪南署實習的特考組新手刑事。
- 喜代：大西結花（日语：大西結花） - 在餐館幫忙的高校生。
- 有次：江本孟紀（日语：江本孟紀） - 喜代的哥哥，流浪者。
- 麻太郎：三代目澀谷天外（日语：渋谷天外 (3代目)） - 仰慕濱田剛的遊手好閒人士。
- 廣瀨：守田比呂也（日语：守田比呂也） - 阪南署刑事課的課長。
- 小林：國村隼 - 搜査第一課的刑事。
- 惠子：三田篤子（日语：三田篤子） - 少年課的前輩。
- 保子：未知泰惠（日语：未知やすえ） - 少年課的同事。
- 池田健一：夏木陽介 - 本部搜查第一課長，濱田剛的同級生。
- 山本町子：三林京子（日语：三林京子） - 餐館的老闆娘，喜歡談論八卦的鄰居。
- 濱田久美：京蝶蝶（日语：ミヤコ蝶々） - 濱田剛的母親、濱田由利的祖母。身為第一位女警官，退職後活躍於劍道場上。

### 特別演出
- 「誘拐」前後篇：杉本哲太、三田和代（日语：三田和代）、谷真佐茂
- 「退學」前後篇：岡田奈奈、植草克秀、繪澤萠子（日语：絵沢萠子）

## 主題曲
- 大西結花（日语：大西結花）《目光 閃爍》

## 工作人員
- 編劇：重森孝子（日语：重森孝子）
- 配樂：千野秀一（日语：千野秀一）
- 製作人：山本壯太
- 導演：門脇正美、宮崎純